# Arancha Martínez Fernández
Arancha Martínez Fernández (Madrid, 1984) es una economista española, centrada en acción social y CEO de la Ong Itwillbe.org que en 2018 fue reconocida con el premio de la Fundación Princesa de Girona en la categoría social.

## Biografía
Se formó en Ciencias Empresariales y Relaciones internacionales por la Universidad Pontificia de Comillas, se diplomó en estudios superiores europeos en gestión, en CESEM, y estudió Historia por la UNED, además de realizar un máster de gestión de ONG, en la Fundación Luis Vives.

### Trayectoria profesional
Tras unos años trabajando en banca de inversión, en marketing estratégico y finanzas en París y Dublín, en Merrill Lynch. Estuvo cinco años en India, como voluntaria cooperante. Fue en ese momento cuando descubrió que podía aprovechar sus conocimientos y experiencia profesional en marketing estratégico y aplicarlos al sector social, a fin de hacer llegar los fondos a más personas.
Fundadora, en 2009, de It-Will-Be.org, empresa que ayuda a combatir la pobreza a través de la innovación tecnológica. Dentro de esta empresa desarrolló un sistema de reconocimiento y seguimiento de colectivos vulnerables no documentados para que las ONG y organizaciones de acción humanitaria pudieran mejorar sus intervenciones. En 2015 se sumó a este proyecto, Celia Roca, periodista y máster en cooperación.

## Premios y reconocimientos
- Premio ciudadanos, en el ámbito de los Derechos Humanos, en 2015.[1]
- Premio al mejor proyecto solidario ABC, en 2018.[12]
- Galardonada con el premio Fundación Princesa de Girona, en 2018.[13][14][15]
- Premio de la UE para Mujeres Innovadoras, por la Comisión Europea, en 2020.[16]